# Podašpilje
Podašpilje falu Horvátországban Split-Dalmácia megyében. Közigazgatásilag Omišhoz tartozik.

## Fekvése
Splittől légvonalban 27, közúton 32 km-re keletre, községközpontjától légvonalban 5, közúton 7 km-re délkeletre, a Cetina déli partja felett, az Omiši Dinári-hegység előterében fekszik. Itt halad át az Omišról Zadvarjéba menő út.

## Története
A térség török uralom alóli felszabadulása Zadvarje 1684. június 18-án történt felszabadítása után következett be. A svinišćei plébániát 1745-ben alapította Kačić spliti érsek, amikor leválasztotta a kučićei plébániáról. Az új plébániához Podašpilje is hozzá tartozott és hívei ma is oda tartoznak. A velencei uralomnak 1797-ben vége szakadt és osztrák csapatok vonultak be Dalmáciába. 1806-ban az osztrákokat legyőző franciák uralma alá került, de Napóleon lipcsei veresége után 1813-ban újra az osztrákoké lett. A településnek 1857-ben 79, 1910-ben 214 lakosa volt. 1918-ban az új szerb-horvát-szlovén állam, majd később Jugoszlávia része lett. A háború után a szocialista Jugoszláviához került. 1991 óta a független Horvátországhoz tartozik. Az 1960-as évek óta lakossága a fiatalok elvándorlása miatt folyamatosan csökkent. 2011-ben a településnek 20 lakosa volt.

## Lakosság
| Lakosság változása | Lakosság változása | Lakosság változása | Lakosság változása | Lakosság változása | Lakosság változása | Lakosság változása | Lakosság változása | Lakosság változása | Lakosság változása | Lakosság változása | Lakosság változása | Lakosság változása | Lakosság változása | Lakosság változása | Lakosság változása |
| ------------------ | ------------------ | ------------------ | ------------------ | ------------------ | ------------------ | ------------------ | ------------------ | ------------------ | ------------------ | ------------------ | ------------------ | ------------------ | ------------------ | ------------------ | ------------------ |
| 1857               | 1869               | 1880               | 1890               | 1900               | 1910               | 1921               | 1931               | 1948               | 1953               | 1961               | 1971               | 1981               | 1991               | 2001               | 2011               |
| 79                 | 0                  | 111                | 163                | 221                | 214                | 0                  | 0                  | 220                | 225                | 219                | 85                 | 25                 | 13                 | 6                  | 20                 |

(1869-ben, 1921-ben és 1931-ben lakosságát Svinišćéhez számították.)

## Nevezetességei
Szent Márk evangélista tiszteletére szentelt kápolnája 1778-ban épült. Hosszúsága négy, szélessége három méter. Építésének 200. évfordulóján 1978-ban felújították.